# جی‌دبلیواچ-۵۱۹
جی‌دبلیواچ-۵۱۹ (به انگلیسی: JWH-167) یک ترکیب شیمیایی با شناسه پاب‌کم ۴۴۳۹۷۵۰۲ است. 